# أروكاس
بلدية أروكاس (بالإسبانية: Arucas) هي بلدية تقع في مقاطعة لاس بالماس التابعة لمنطقة جزر الكناري جنوب غرب إسبانيا.

## الديموغرافيا
بلغ عدد سكان بلدية أروكاس 36.872 نسمة عام 2011 (وفقاً للمعهد الوطني للإحصاء الإسباني).
| 29.719 | 31.175 | 32.917 | 34.245 | 35.280 | 36.259 | 36.872 |

## معرض صور

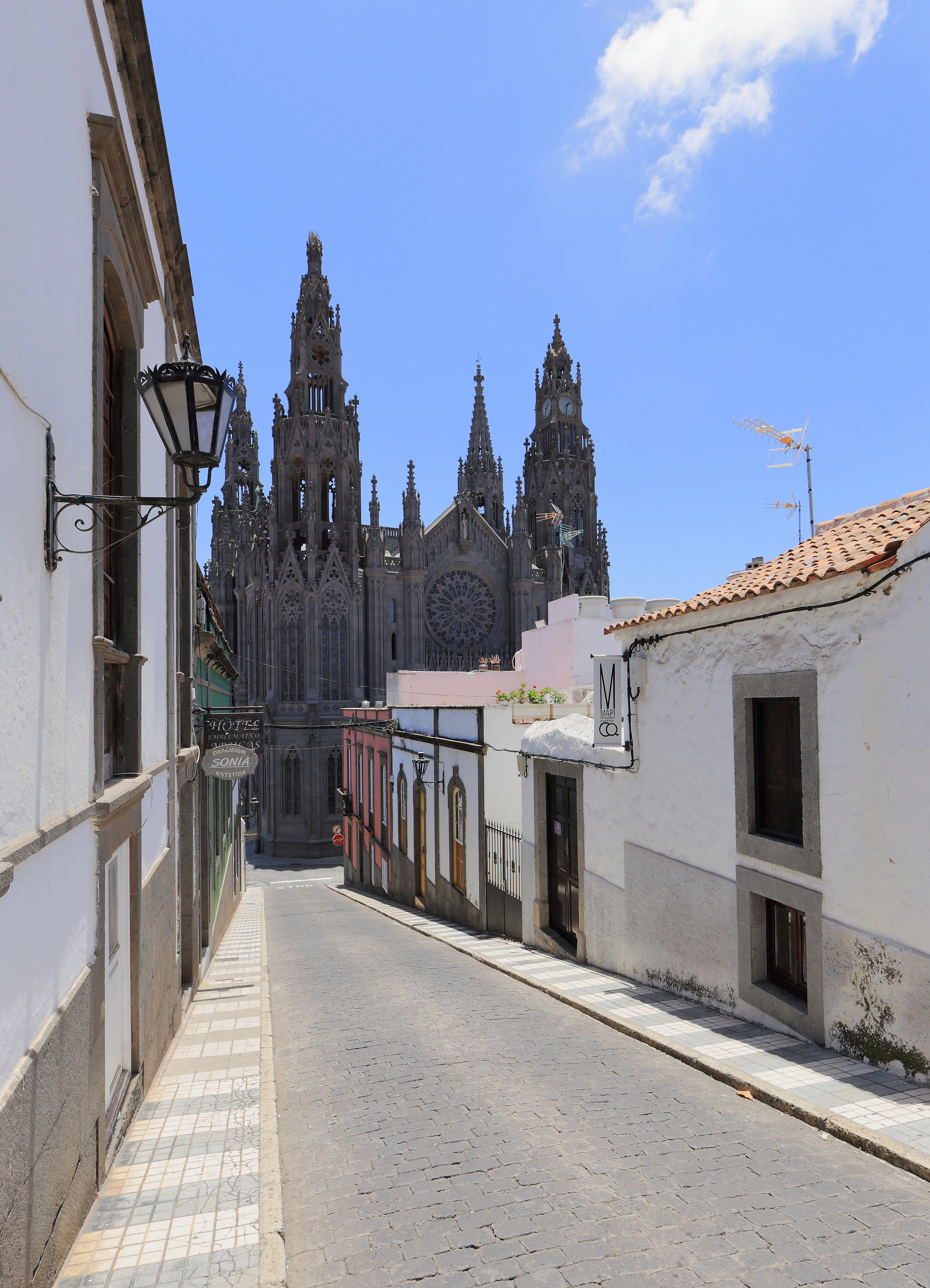
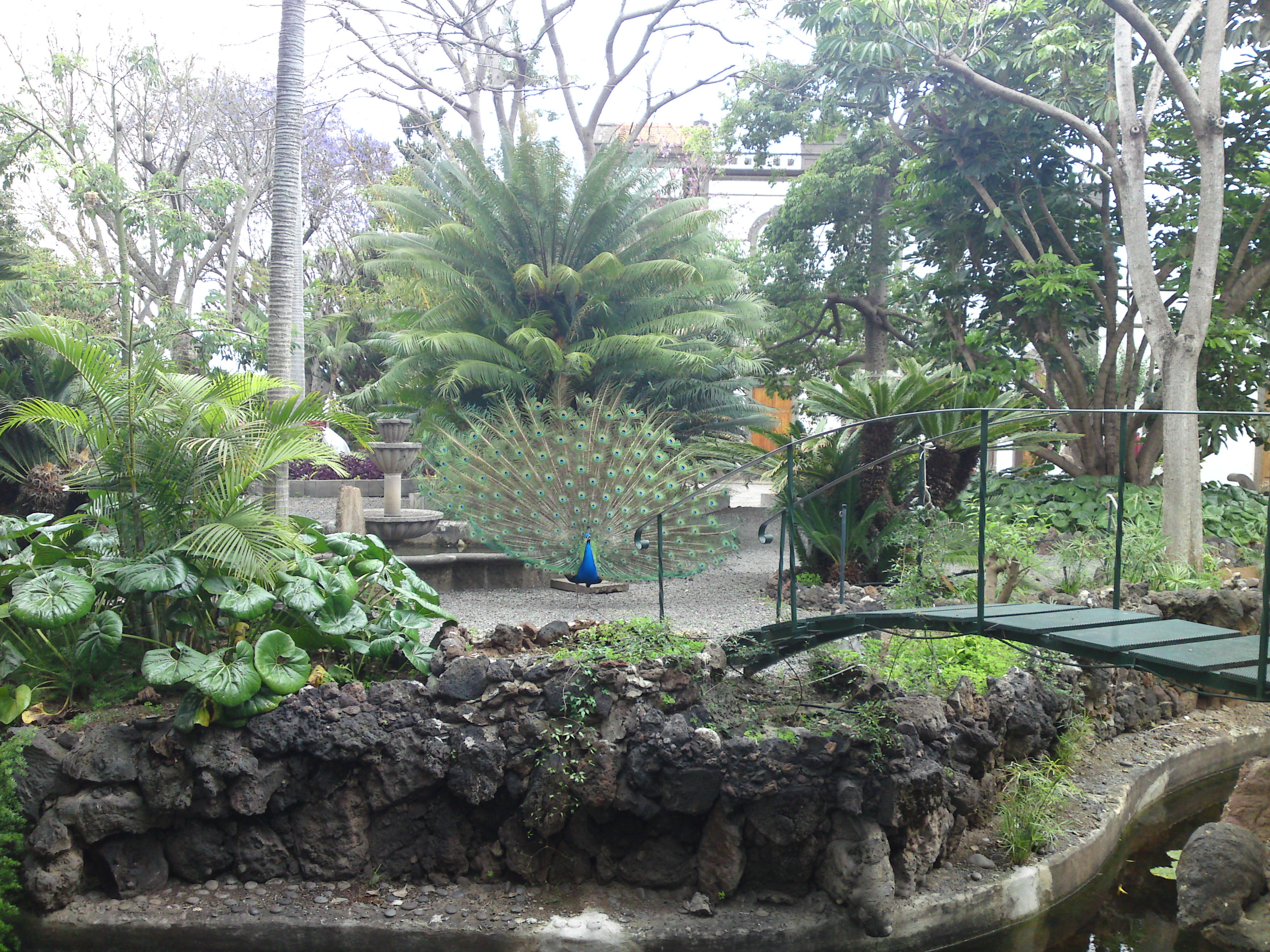
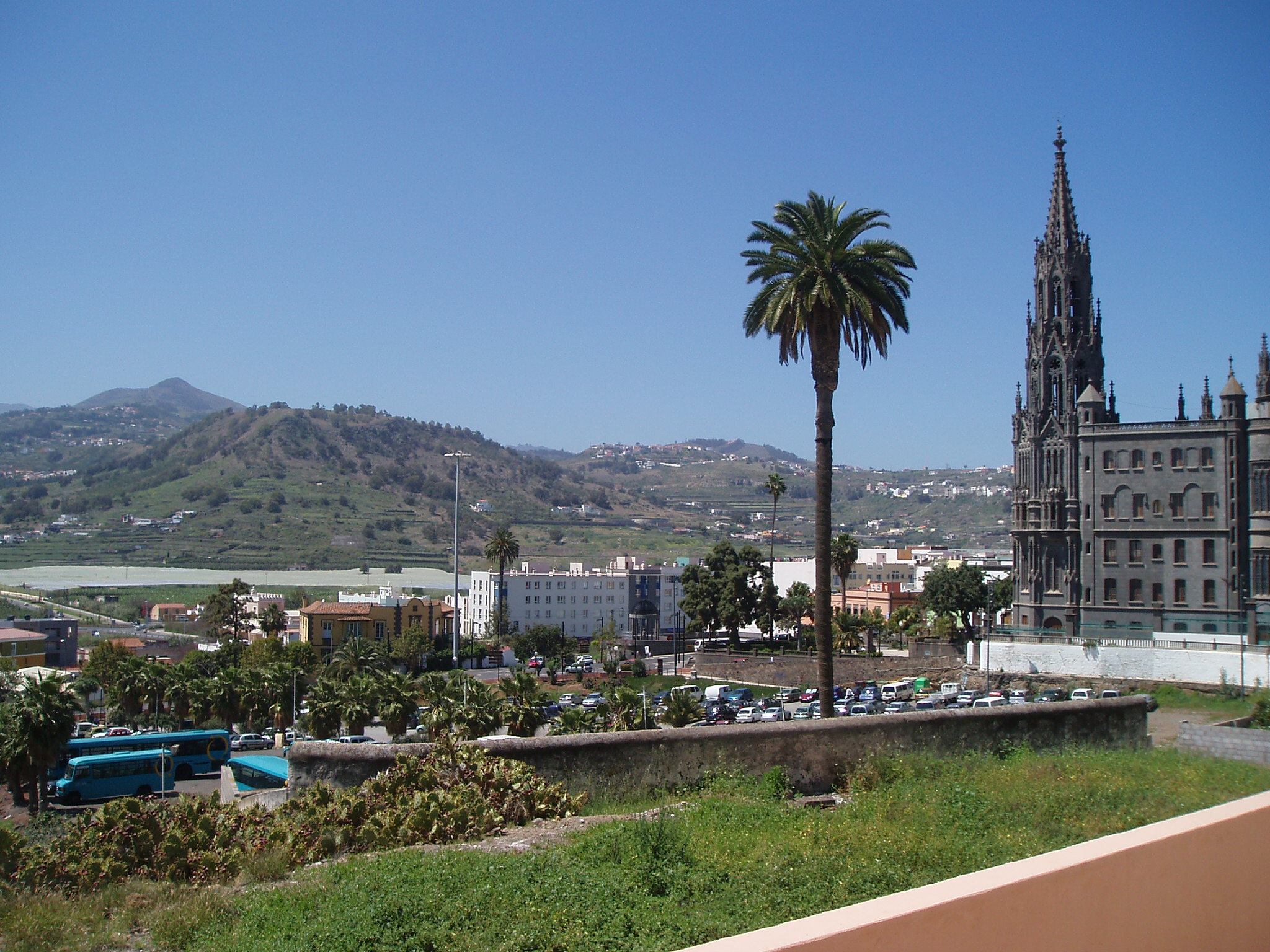
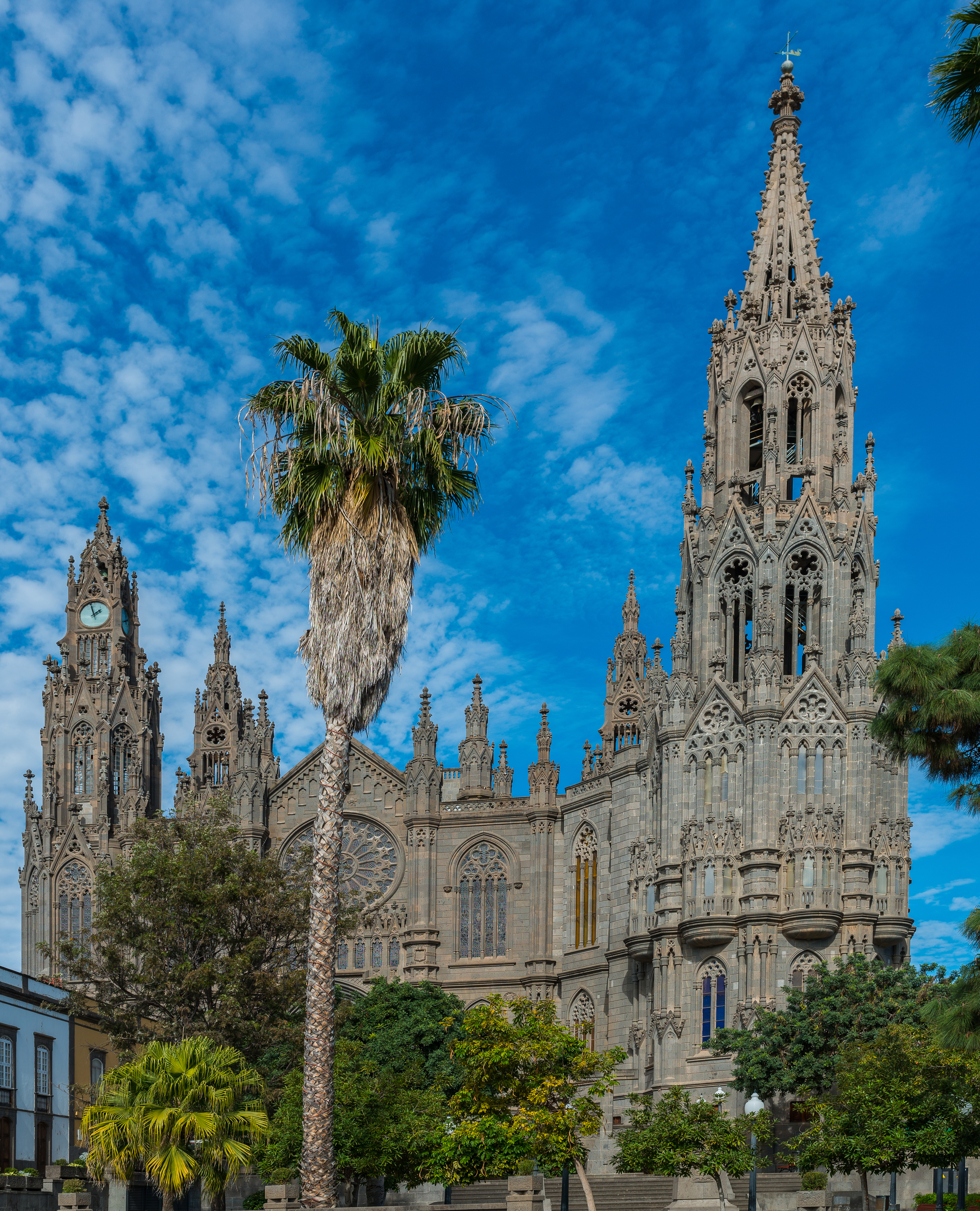
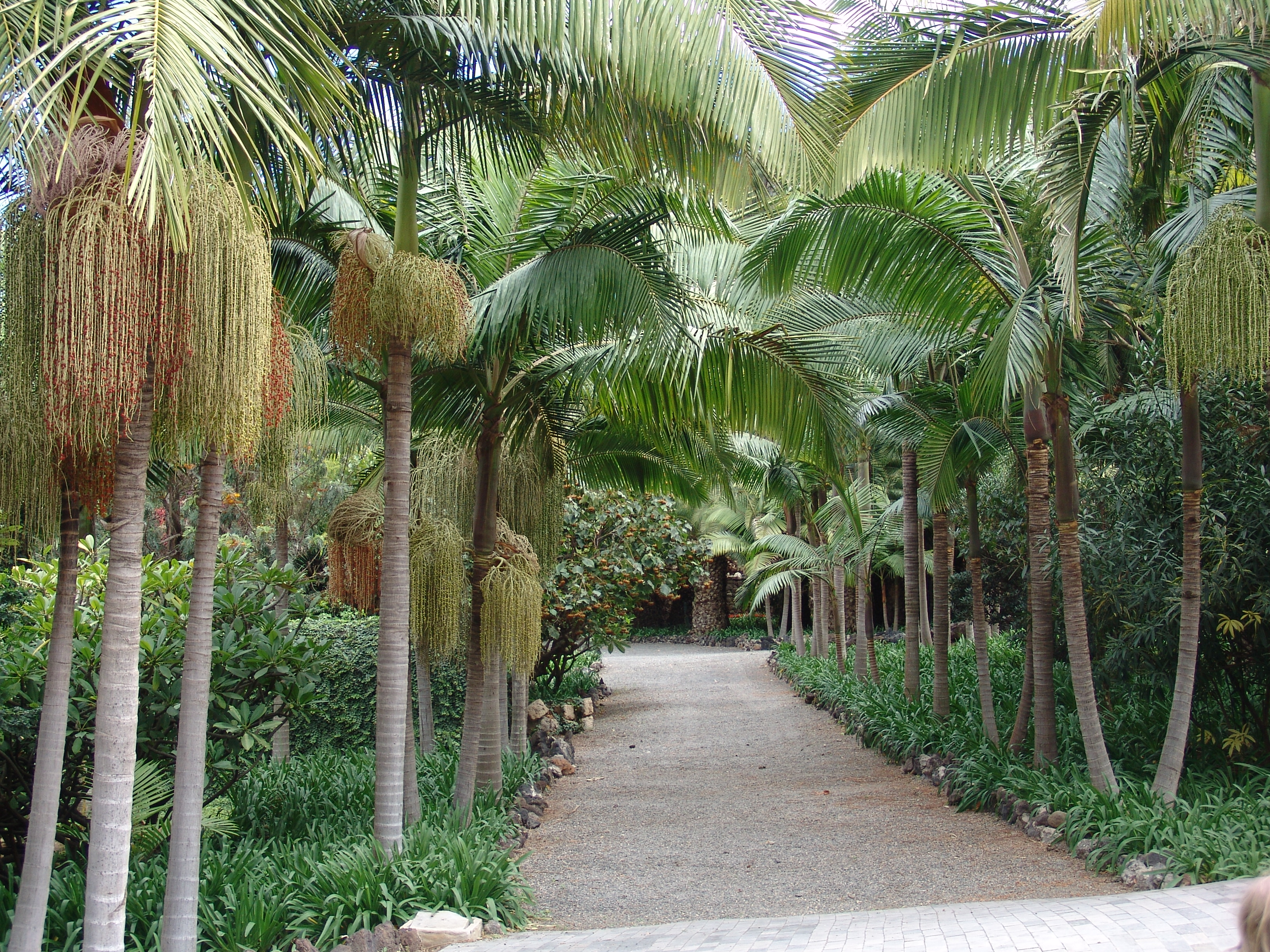

## أعلام
- مانويل بابلو
- باكو كاستيلانو
- دومينغو ريفيرو
- أندريا سانشيز فالكون